# Beaune-sur-Arzon
Beaune-sur-Arzon település Franciaországban, Haute-Loire megyében. Lakosainak száma 217 fő (2022. január 1.). Beaune-sur-Arzon Chomelix, Craponne-sur-Arzon, Félines, Jullianges és Saint-Georges-Lagricol községekkel határos.

## Népesség
A település népességének változása:
| Lakosok száma | 277  | 213  | 205  | 203  | 227  | 233  | 221  | 210  | 207  | 217  |
|               | 1968 | 1982 | 1990 | 2006 | 2013 | 2015 | 2017 | 2019 | 2020 | 2022 |